# Flughafen Fès-Saïss

i7
i11
i13
Der Flughafen Fès-Saïss (arabisch مطار فاس سايس الدولي, französisch Aéroport de Fès-Saïss, IATA-Code: FEZ, ICAO-Code: GMFF) liegt rund 13 Kilometer südlich der marokkanischen Stadt Fès bei dem kleinen Ort Saïss.
Der Flughafen hat jährlich rund 790.800 Passagiere (Stand 2013) und ist damit der viertgrößte Flughafen in Marokko.

## Fluggesellschaften und Ziele
| Fluggesellschaft        | Direktverbindung von/nach |
| ----------------------- | --- |
| Air Arabia              | Agadir, Amsterdam, Barcelona, Bordeaux, Brussels, Istanbul, Lyon, Marrakesh, Marseille, Montpellier, Paris–Charles de Gaulle, Strasbourg, Toulouse, Weeze Saisonal: Nice |
| Binter Canarias         | Saisonal: Gran Canaria |
| Corendon Airlines       | Saisonal: Düsseldorf (ab 23. Juni 2024) |
| Eurowings               | Saisonal: Cologne/Bonn (ab 13. Juli 2024) |
| Royal Air Maroc         | Paris–Orly |
| Royal Air Maroc Express | Casablanca |
| Ryanair                 | Agadir (ab 1. April 2024), Barcelona, Beauvais, Bergamo, Bologna, Bordeaux, Charleroi, Clermont-Ferrand, Dole, Eindhoven, Hahn, Karlsruhe/Baden-Baden, London–Stansted, Madrid, Málaga, Marrakesch (ab 31. März 2024), Marseille, Nantes, Nimes, Palma de Mallorca, Rome–Ciampino, Saragossa, Toulouse, Weeze (ab 3. April 2024) Saisonal: Alicante, Valencia |
| Transavia               | Lyon (ab 12. April 2024), Paris–Orly, Rotterdam/The Hague |
| TUI Airlines Belgium    | Brussels |

| 2003             | 2004             | 2005             | 2006            | 2007             | 2008             | 2009             | 2010             | 2011            | 2012             | 2013             | 2014           | 2015             |
| ---------------- | ---------------- | ---------------- | --------------- | ---------------- | ---------------- | ---------------- | ---------------- | --------------- | ---------------- | ---------------- | -------------- | ---------------- |
| 128 778 ▲13,92 % | 189 027 ▲46,79 % | 222 522 ▲17,72 % | 228 399 ▲2,64 % | 333 929 ▲46,20 % | 409 260 ▲30,06 % | 530 432 ▲28,81 % | 743 018 ▲40,08 % | 792 611 ▲7,43 % | 654.691 ▼17,40 % | 790.785 ▲20,79 % | 791.564 ▲0,1 % | 886 525 ▲12,00 % |

## Verbindung
Der Flughafen Fès-Saïss liegt etwa 13 km vom Stadtzentrum entfernt.
Distanzen vom Flughafen zu diversen Städten:
- Meknès 80 km
- Taza 110 km
- Sefrou 26 km
- Boulemane 100 km
- Taounate 95 km
- Rabat 200 km

Zu den nächsten Flughäfen sind es 200 Kilometer bis Rabat-Salé, 257 Kilometer bis Al Hoceima, 328 Kilometer bis Casablanca Mohamed V und 328 Kilometer bis Oujda Angads.

### Mit dem Bus
Der RATF-Buslinie Nummer 16 bietet ca. jede Stunde zwischen 8 und 20 Uhr Fahrten ab dem Flughafen bis zur zentralen Bahnstation durch das Stadtzentrum von Fès.
Die wichtigsten Haltestellen der Busse sind: Gare de l’ONCF – Hôtel Ibis – Immeuble Al Horria – Avenue des FAR – Rond Point Atlas – Rue d’Imouzzer – Fès Aéroport.
Die gesamte Fahrtzeit der Strecke ist ca. 40 Minuten.

### Mit dem Taxi
Die Taxen warten direkt am Ausgang des Passagierterminals.